# Cassites
Els cassites (en accadi kaššû) eren un poble establert a l'altiplà iranià que va iniciar una emigració després del 1800 aC. Probablement eren originaris de les muntanyes de Zagros, i van governar Babilònia després de la caiguda de l'Imperi paleobabilònic c. 1531 aC i fins c. 1155 aC (cronologia curta). És possible que estesin relacionats amb els cossais.
Van aconseguir el control de Babilònia després del saqueig hitita de Babilònia l'any 1531 aC, i van establir una dinastia que, en general, se suposa que es va establir primer a aquella ciutat, després d'una pausa. Més tard, el govern es va traslladar a la nova ciutat de Dur-Kurigalzu. En el moment de la caiguda de Babilònia, els cassites ja havien format part de la regió durant un segle i mig, actuant de vegades amb els interessos de Babilònia i de vegades en contra. Hi ha registres d'interaccions cassites i babilòniques, en el context de l'ocupació militar, durant els regnats dels reis babilònics Samsuiluna (1686 aC - 1648 aC), Abieshu i Ammiditana.
L'origen i la classificació de la llengua cassita, com la llengua sumèria i la llengua hurrita, és incert i, com les dues últimes llengües, ha generat un ampli ventall d'especulació al llarg dels anys, fins al punt de vincular-la al sànscrit.
La religió cassita també és poc coneguda. Es coneixen els noms d'algunes deïtats cassites. Els déus principals, déus titulars dels reis, eren Xuqamuna i Xumalia. Com era típic a la regió, hi va haver alguna «pol·linització creuada» amb altres religions. Després que Babilònia va entrar dins de l'esfera de control cassita, la seva ciutat-déu, Marduk, va ser absorbida pel panteó cassita.

## Història
La documentació del període cassita depèn en gran manera de les tauletes disperses i desarticulades de Nippur, on s'han excavat milers de tauletes i fragments. Inclouen textos administratius i legals, cartes, inscripcions de segells, inscripcions votives privades i fins i tot un text literari (normalment identificat com un fragment d'una èpica històrica). Malauradament, moltes d'aquestes tauletes encara no s'han publicat, incloses centenars de conservades al Museu de l'Antic Orient d'Istanbul.

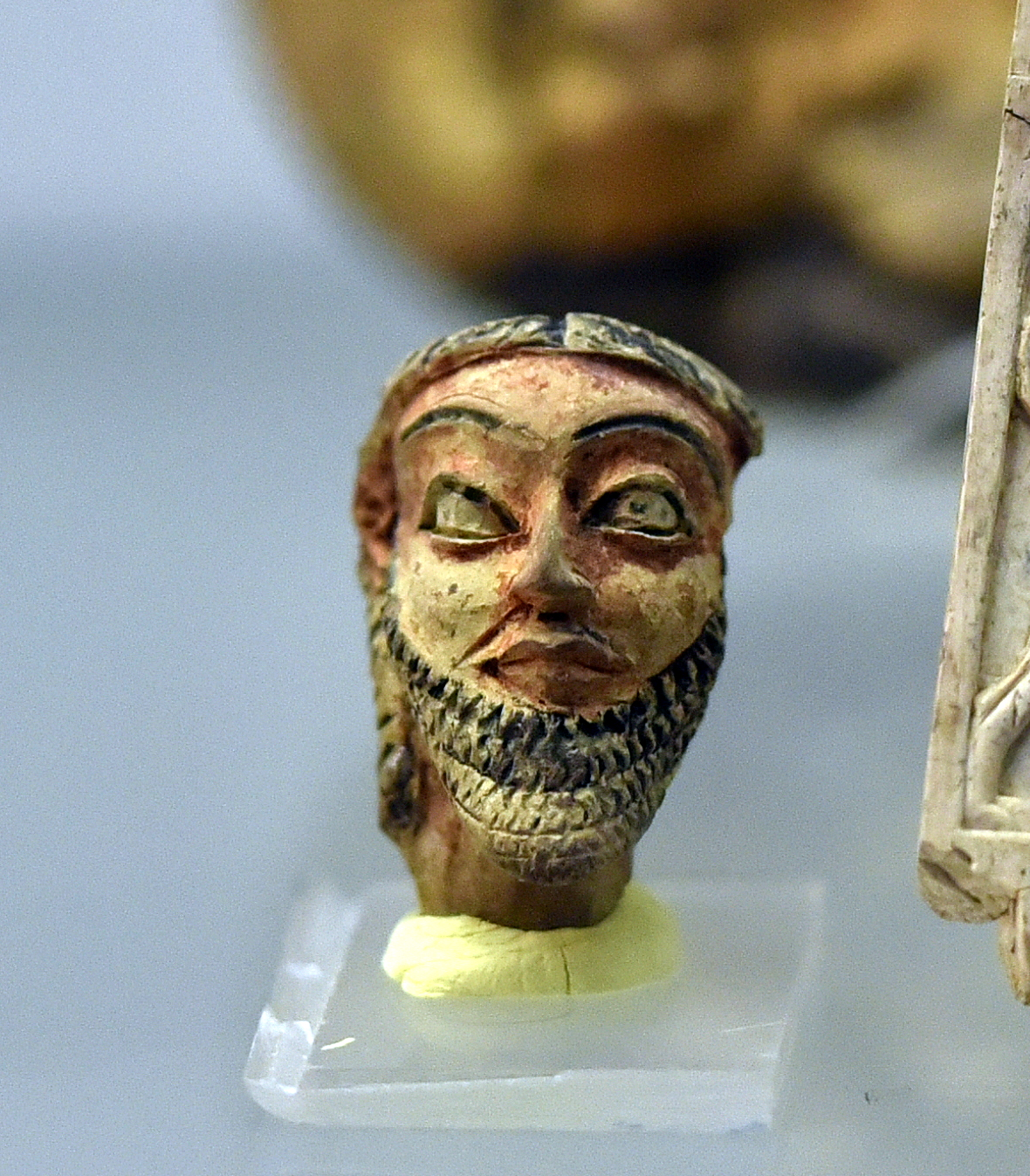
Cap masculí de Dur-Kurigalzu, Iraq. Periode cassita, regnat de Marduk-apla-iddina I. Museu Nacional de l'Iraq
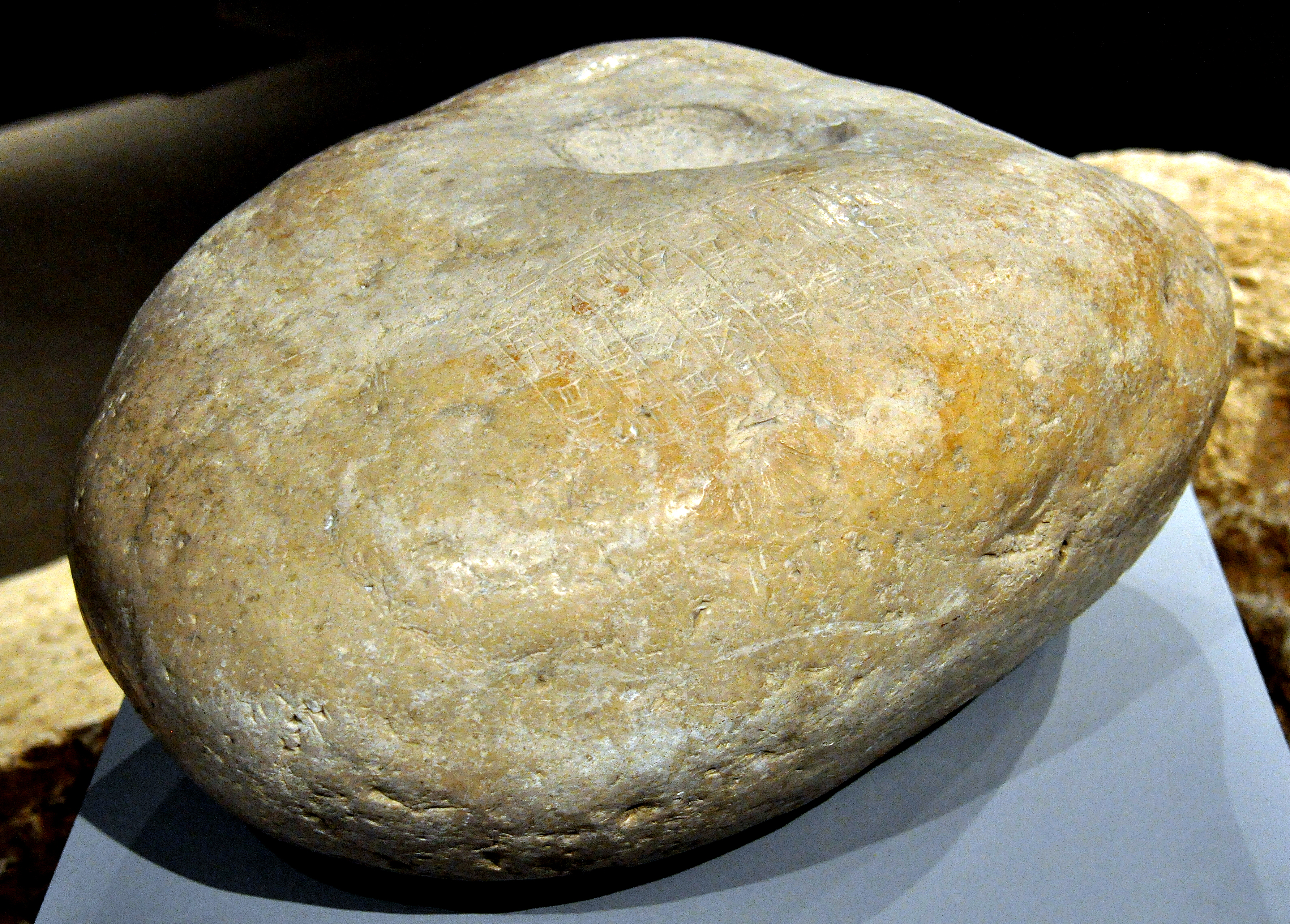
Pom de la porta de Dur-Kurigalzu, Iraq. Període cassita, segle xiv aC. Museu de Silêmanî
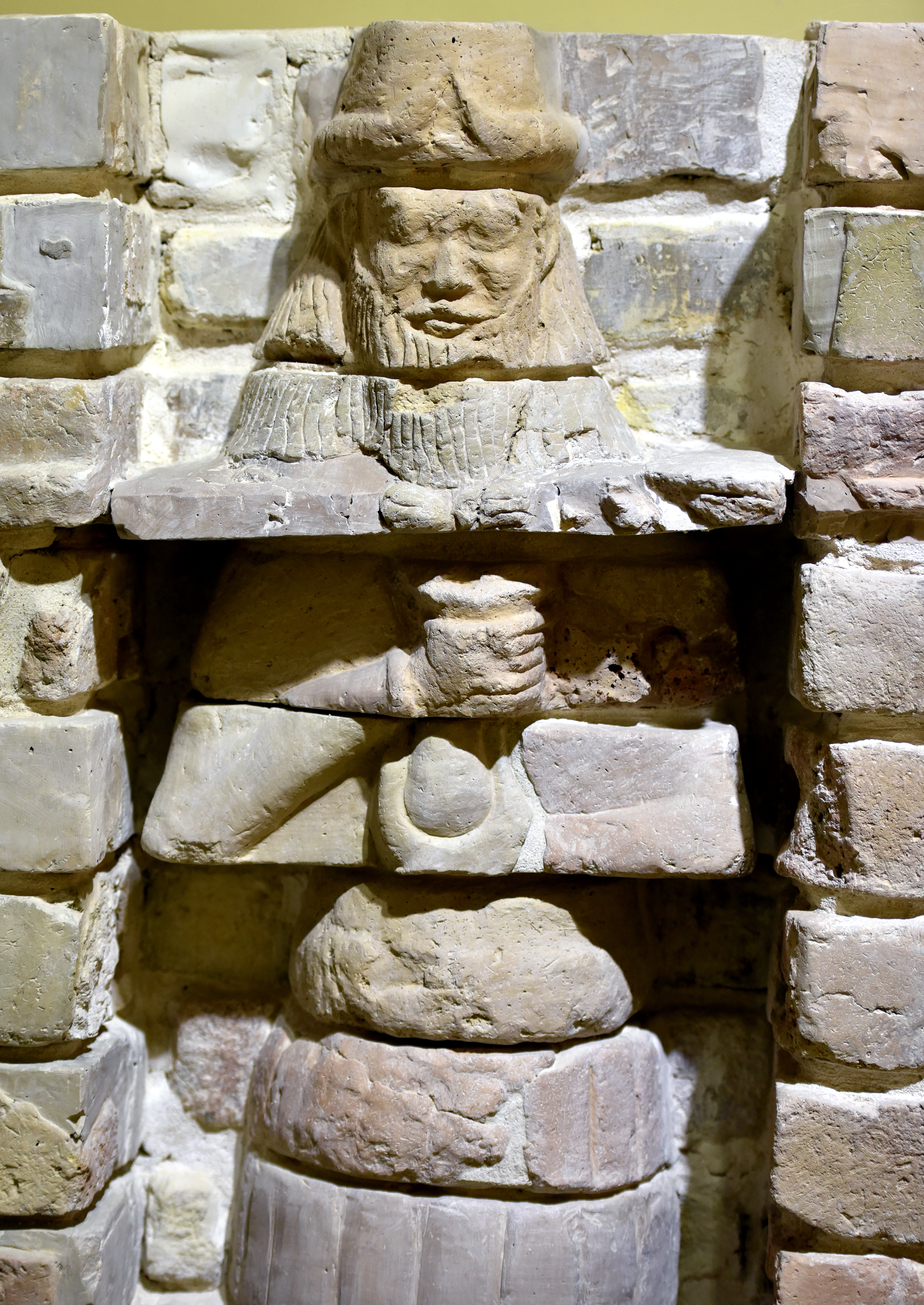
Detall, façana del temple d'Inanna a Uruk. Període cassita, segle xv aC. Museu Nacional de l'Iraq

Al voltant de 100 tauletes cassites es van trobar a Dur-Kurigalzu. Uns quants materials de construcció inscrits de Kurigalzu I es van trobar a Kix. Als jaciments de Qal'at al-Bahrain a Dilmun es van trobar diverses tauletes datades del regnat d'Agum III. En total, s'han recuperat uns 12.000 documents del període cassita, dels quals només s'han publicat al voltant del 10%. També hi ha una sèrie d'inscripcions d'edificis, totes menys una escrites en sumeri, a diferència de l'accadi que solen utilitzar els cassites. També s'han trobat diversos segells, kudurrus (esteles de pedra que s'utilitza per registrar les concessions de terres) i documents relacionats proporcionen una altra font per a la història cassita. Aquesta pràctica va continuar durant diversos segles després del final de la dinastia cassita. Sovint situats a la superfície, molts es van trobar aviat i van arribar a museus d'arreu del món.

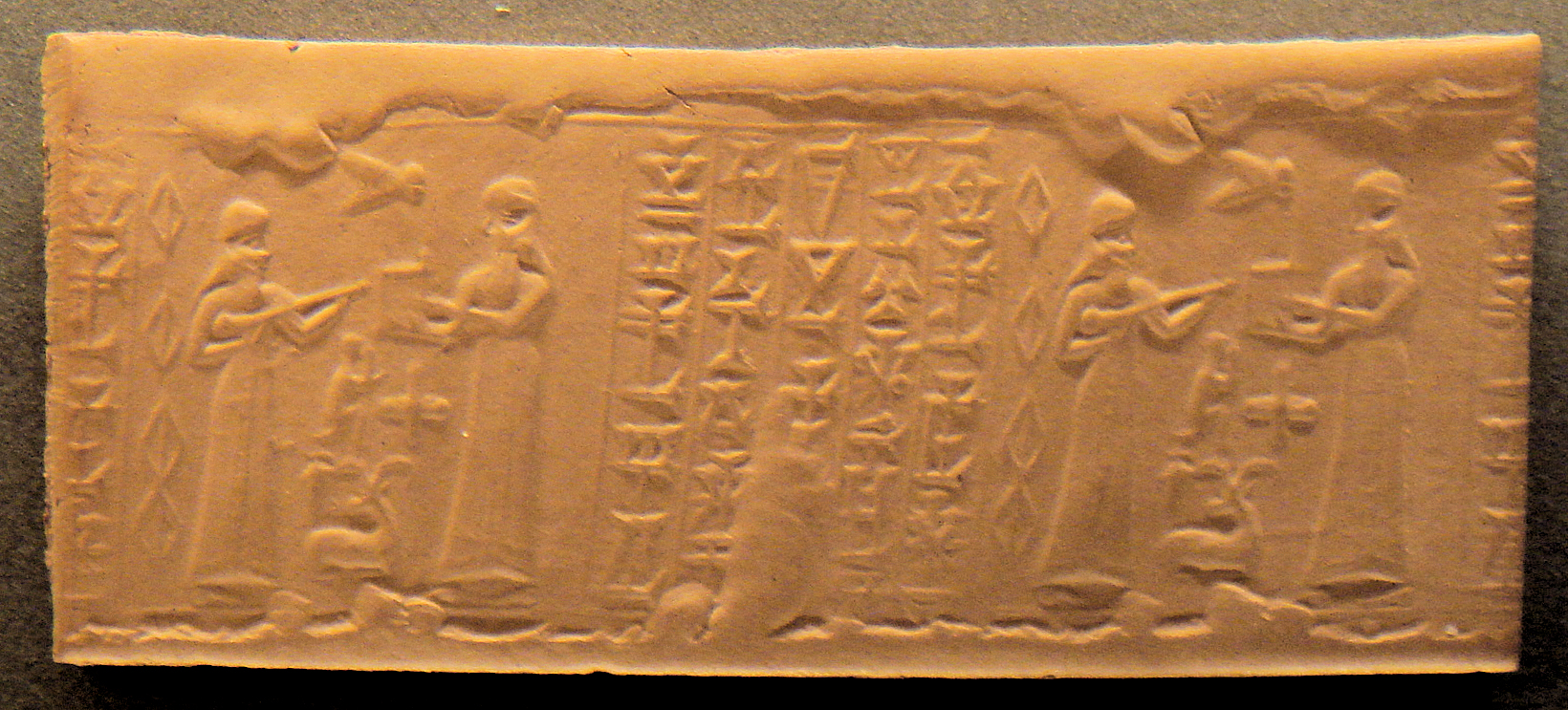
Impressió d'un segell cilindre del rei cassita Kurigalzu II (c. 1332–1308 aC). Museu del Louvre AOD 105
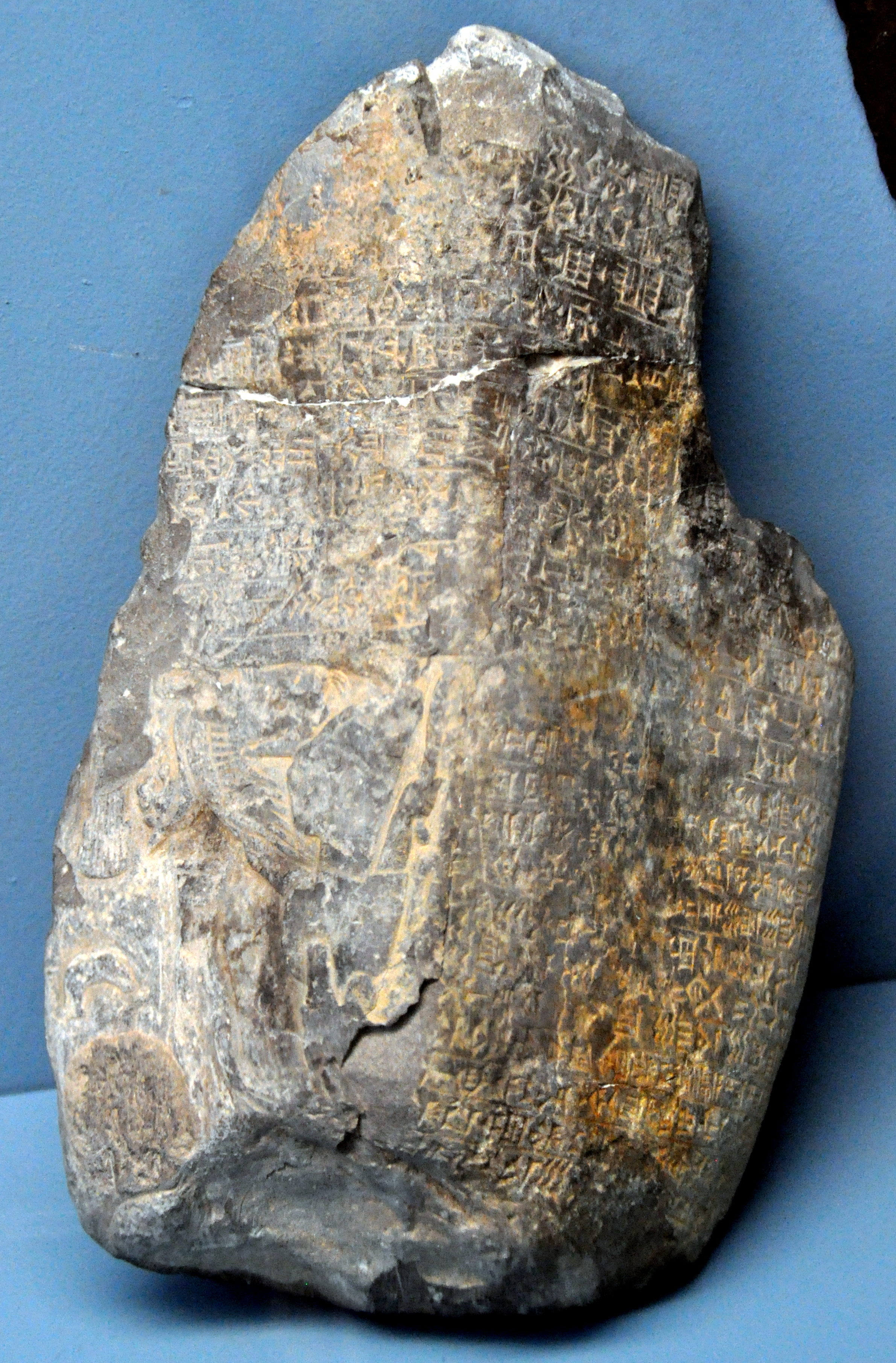
Kudurru esmentant el nom del rei cassita Kurigalzu II, de Nippur (Iraq). Museu de l'Antic Orient
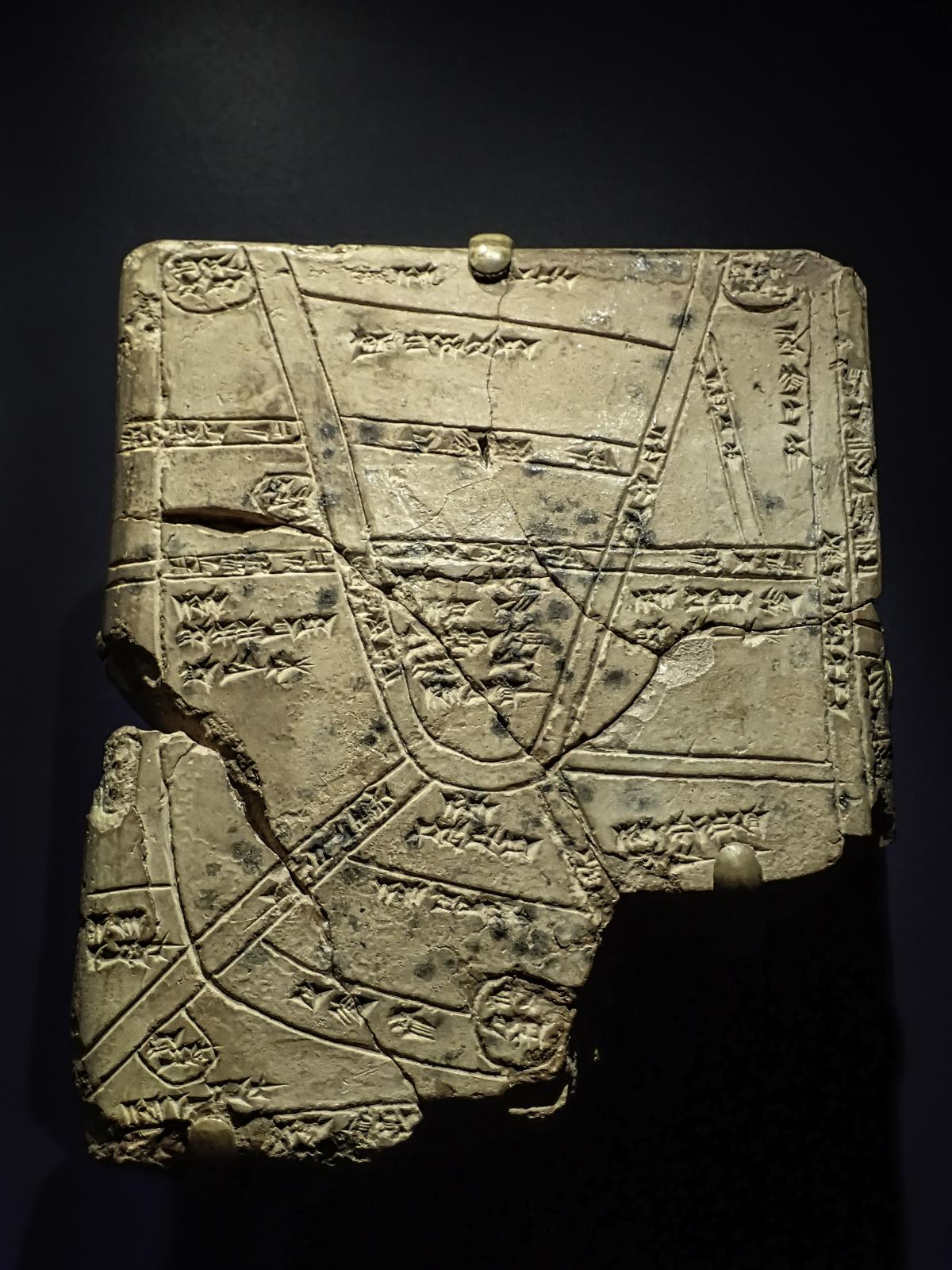
Tauleta cuneiforme babilònica amb un mapa de Nippur, període cassita, 1550-1450 aC

L'antiga ciutat de Nippur va ser un focus important per als cassites. Al principi, es van dur a terme reformes dels diferents edificis religiosos i administratius, el primer d'ells datable a Kurigalzu I. La construcció important es va produir sota Kadaixman-Enlil, Kudur-Enlil i Xagarakti-Xuriaix, amb nivells menors de treballs de reparació sota Adadxumausur i Melixiku. Altres centres importants durant el període cassita van ser Larsa, Sippar i Susa. Els cassites van ser molt actius a Ur. Al lloc d'Isin, que havia estat abandonat després de l'època de Samsuiluna, es van produir importants obres de reconstrucció del districte religiós, inclòs el temple de Gula. El treball a Isin va ser iniciat per Kurigalzu I i continuat per Kadaixman-Enlil I, i després d'un lapse, per Adadxumausur i Melixiku. Després que la dinastia cassita fos enderrocada l'any 1155 aC, el sistema d'administració provincial va continuar i el país va romandre unit sota el govern posterior, la Segona Dinastia d'Isin.

### Orígens
Els pobles indoeuropeus cap a l'any 1800 aC van començar una emigració massiva amb la superioritat que els donava l'ús del cavall i el carro, i van desplaçar als pobles assentats a Europa, Àsia Menor, l'altiplà iranià i fins a l'Índia. El cassites van ser un dels pobles desplaçats, que van adoptar les armes dels invasors i el seu sistema organitzatiu militar.
L'origen dels cassites és incert, tot i que s'han avançat diverses teories. Diversos noms que es creu que són cassites estan registrats en documents econòmics del període Ur III (c. 2112-2004 aC) al sud de Babilònia, però el seu origen és ambigu.
La primera referència escrita sobre els cassites es va produir a Babilònia al segle xviii aC, especialment al voltant de la zona de Sippar. El nom del 9è any del rei Samsuiluna (1749-1712 aC) de Babilònia, el fill d'Hammurabi els esmenta, és a dir, «Any en què Samsuiluna el rei (derrota) la totalitat de la força de l'exèrcit / les tropes dels cassites».

### Edat del Bronze mitjà

L'extensió de l'Imperi Babilònic durant la dinastia cassita

Els cassites van entrar a Mesopotàmia per primer cop el 1741 aC, on van trobar posteriorment una forta oposició per part del rei Samsuiluna, i el 1729 aC es van apoderar de Terqa i Mari, a l'Eufrates, on van crear el regne de Khana. Es van aliar als hitites en l'expedició que va fer el rei Mursilis I contra Babilònia potser el 1694 aC. Els hitites no van poder dominar Mesopotàmia (o potser no van voler, donat que Babilònia era molt lluny del seu regne d'Hatti) que va caure temporalment en poder del País del Mar, el poder més estructurat de la zona. Però encara que el País del Mar podia controlar molt bé el sud del país ple d'aiguamolls i on els exèrcits es movien amb dificultat, el nord era diferent, i els cassites finalment es van instal·lar a Babilònia circa el 1670 aC, sota el rei Agum II, que és el primer que porta el títol de rei d'Accàdia i Babilònia.
A mesura que l'imperi babilònic es va afeblir en els anys següents, els cassites van passar a formar part del paisatge, fins i tot de vegades subministrant tropes per a Babilònia.
Els hitites s'havien endut l'ídol del déu Marduk, però els governants cassites van recuperar la possessió, van tornar Marduk a Babilònia i el van fer igual al dèu cassita Xuqamuna.
La Babilònia sota els governants cassites va ressorgir com una potència política i militar a Mesopotàmia (de fet dominaven el nord i part del centre), i la ciutat es va rebatejar amb el nom de Karanduniaix o Karduniaix. La capital dels cassites es va bastir en un altre lloc i es va dir Dur-Kurigalzu.

### Edat del Bronze final
La caiguda de la I Dinastia del País de la Mar l'any 1460 aC va crear un buit de poder que van omplir els cassites. Després de la destrucció dels mitannis pels hitites a principis del segle xiv aC, Assíria va augmentar el poder creant una estructura de poder a tres bandes a la regió entre els cassites, els hitites i els assiris amb l'Elam exercint influència des de l'est i Egipte des del sud. Algunes de les cartes d'Amarna són correspondència entre els governants respectius (incloent-hi 14 entre el faraó i el governant cassita). Es va establir un sistema internacional entre aquestes regions connectats per un comerç generalitzat, tractats i matrimonis entre les classes dominants (especialment entre els cassites i els elamites). Un dels tractats típics inclou el tractat de pau egipci-hitita (c. 1259 aC) i el tractat entre el governant cassita Karaindaix i el governant assiri Aixurbelnixexu (c. 1410 aC).

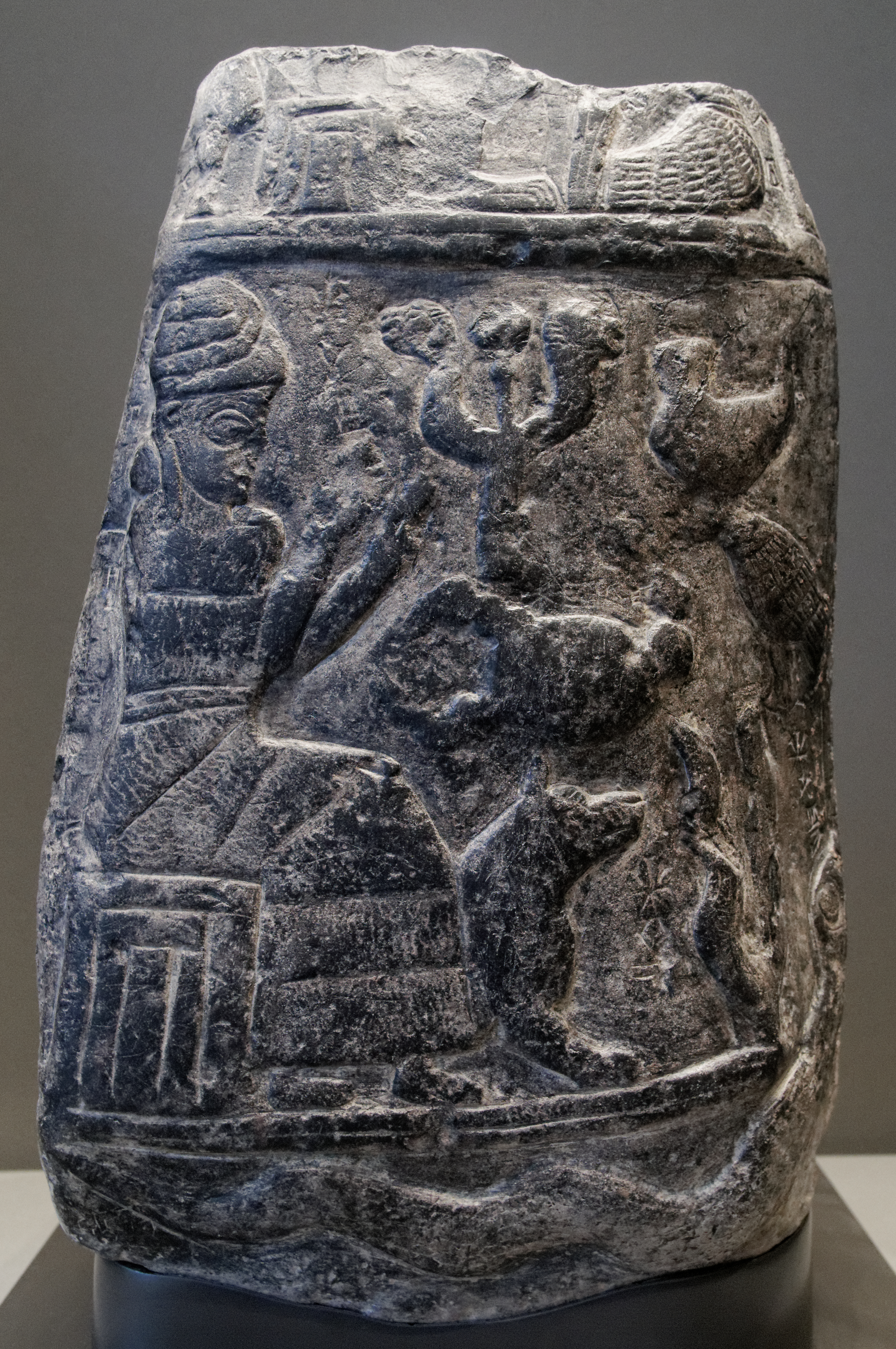
Estela del kudurru del rei cassita Mardukaplaiddina. Museu del Louvre
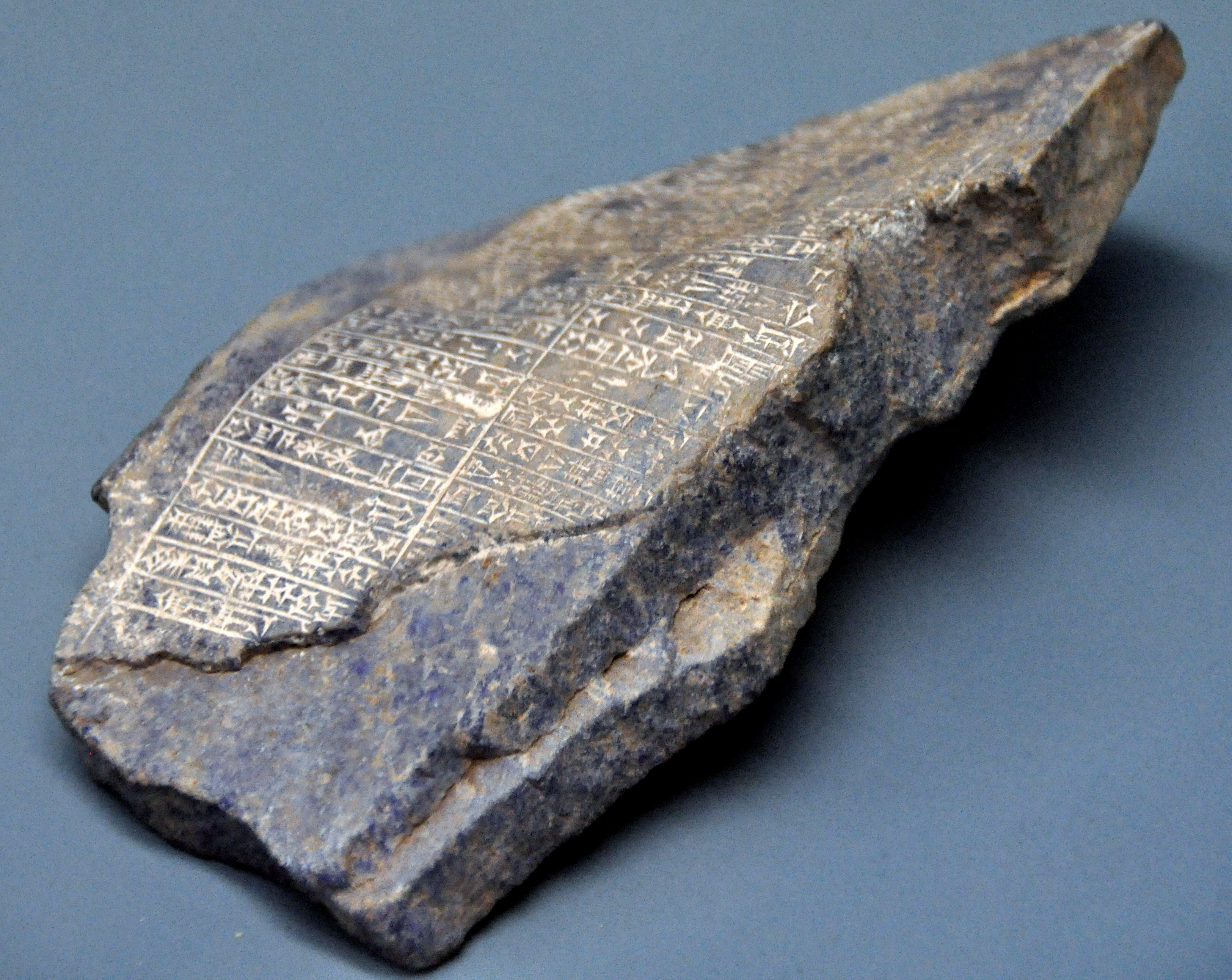
Fragment de lapislàtzuli amb inscripcions d'edificis del període cassita. Museu de l'Antic Orient, Iraq
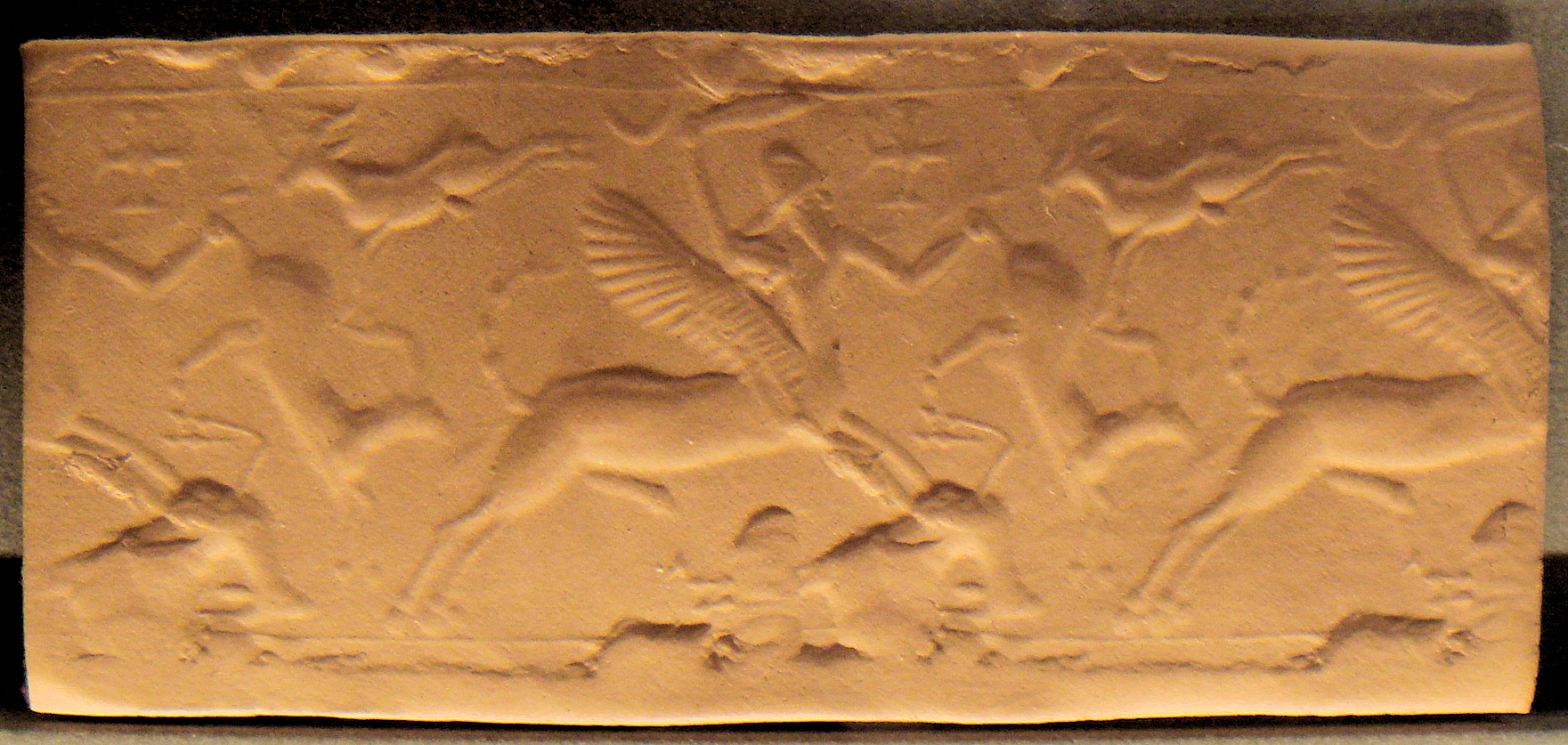
Genets sobre cavalls alats. Període cassita. Museu del Louvre, referència AO 22355

En el punt màxim del seu poder, els cassites, sota el govern Kurigalzu I a mitjans del segle xiv aC, van conquerir Elam i van saquejar la capital de Susa. Aquest governant va iniciar importants esforços de construcció a Ur i altres ciutats del sud de Mesopotàmia. El més notable d'aquests esforços va ser la construcció d'una nova ciutat, Dur-Kurigalzu. Contenia una sèrie de palaus i també temples de molts déus de Babilònia, inclosos Enlil, Ninlil i Ninurta.
Els cassites també van estendre el seu poder al golf Pèrsic, inclòs a Qal'at al-Bahrain. Estant molt a prop dels assiris, els cassites van entrar sovint en conflictes polítics i militars durant els segles següents. Durant un temps al primer regnat de Tukultininurta I, Assíria va guanyar poder, fins que van intervenir els elamites sota el govern de Kidin-Hutran III. Aquest període està marcat per una interrupció de la construcció a Babilònia, semblant a la posterior a la caiguda de la primera dinastia babilònica.

### Edat del Ferro
Els elamites de la dinastia sutrúquida van conquerir Babilònia, emportant-se l'estàtua de Marduk, al segle xii aC, acabant així amb l'estat cassita. Una branca de la dinastia va aconseguir de conservar el poder com a vassalls, però els reis d'Elam també van reclamar el tron que consideraven els corresponia per una major legitimitat que la branca establerta. El rei d'Elam Sutruk-Nakhunte va saquejar Accad, Babilònia i Eixnunna, i es va emportar les estàtues de Manixtuixu d'aquesta última ciutat, i va portar a Susa el codi d'Hammurabi i l'estela de Naram-Sin.
El 1158 aC va matar el rei cassita Zababaixumaiddina i va col·locar al tron de Babilònia al seu propi fill gran Kutir-Nakhunte. El príncep cassita Enlilnadinahi va organitzar la resistència, que va durar dos o tres anys, i després d'aquest període, Kutir-Nakhunte, ja rei d'Elam (Kutir Nakhunte III) va derrotar definitivament a Enlilnadinahi cap a l'any 1155 aC, que va ser capturat, i amb ell es va acabar la dinastia; segons la Crònica Sincrònica Assíria, que no es considera fiable, l'últim rei cassita, Enlilnadinahi, va ser portat a Susa i empresonat allà l'any 1155 aC, on va morir.

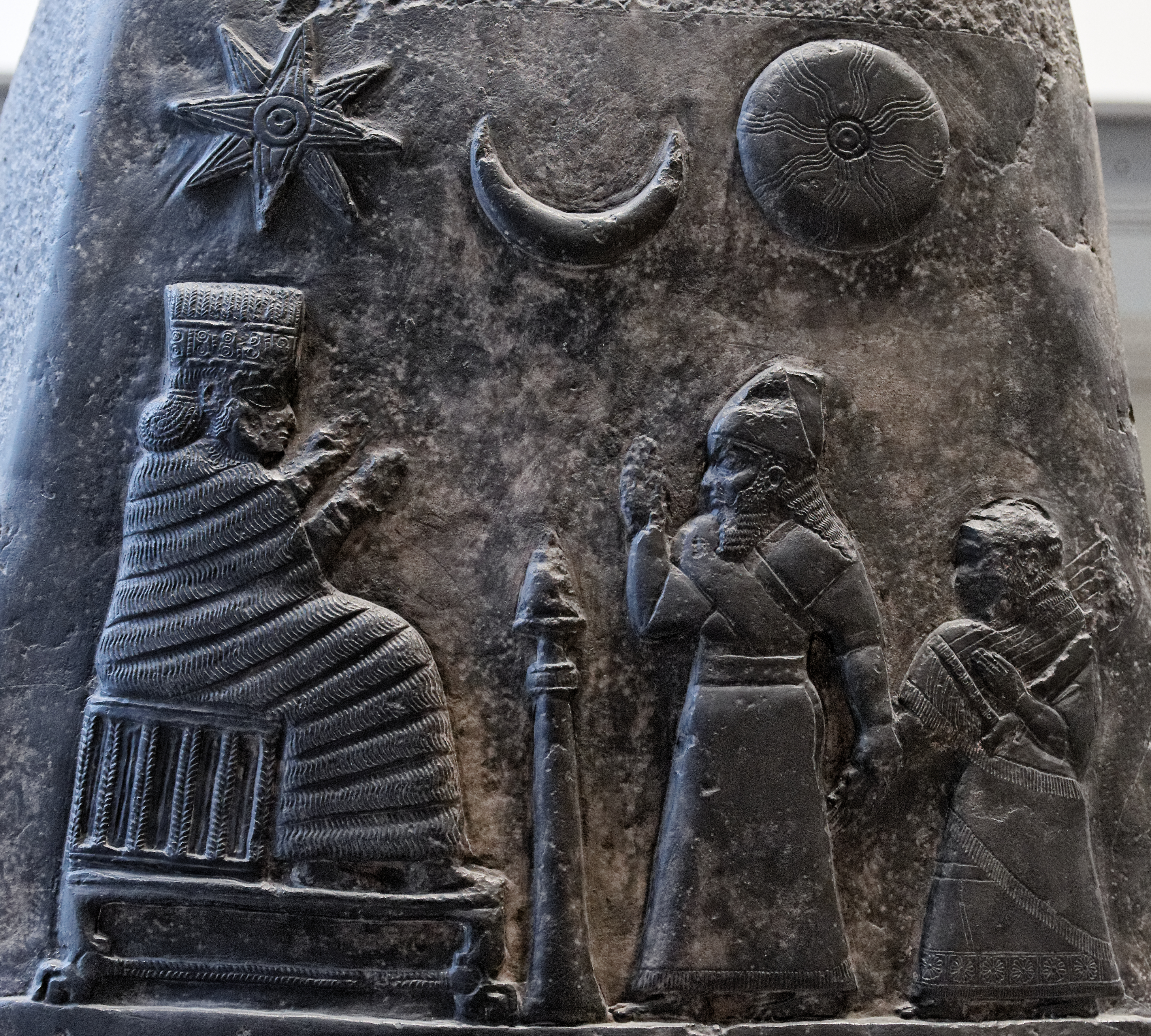
El rei cassita Melixiku representat en un kudurru de concessió de terres kudurru presentant la seva filla Ḫunnubat-Nanaya a la deessa Nanaya (a la foto entronitzada). L'estrella de vuit puntes vista a dalt era el símbol més comú d'Inanna-Ishtar. Aquí es mostra al costat del disc solar del seu germà Xamaix (l'Utu sumèri) i la lluna creixent del seu pare Sin (el Nanna sumeri) en una pedra límit de Melixiku, que data del segle xii aC.[Nota 1]
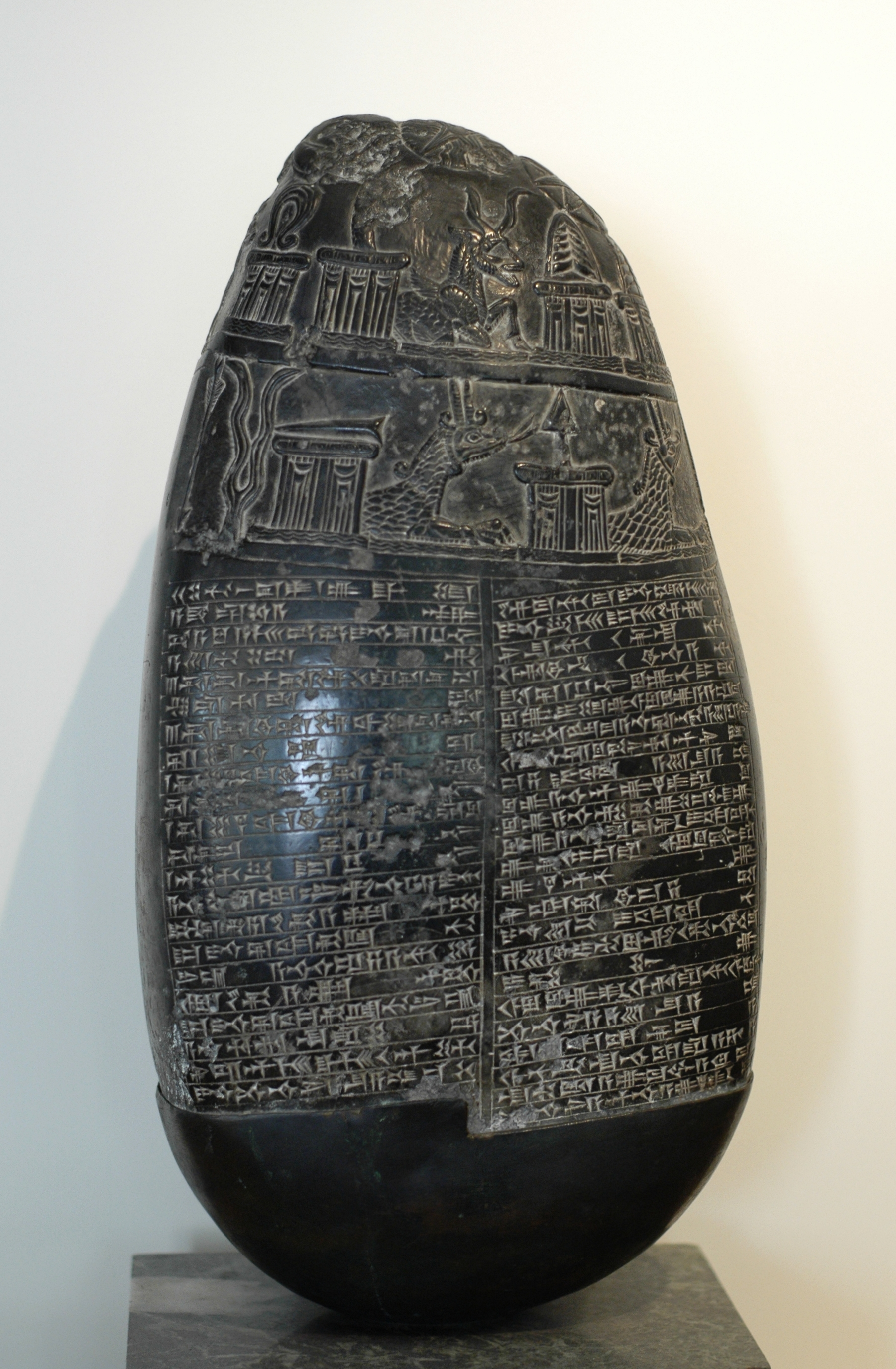
Kudurru del final del període cassita, del regnat del rei cassita Marduknadinakhkhe (ca. 1099–1082 aC). Trobat prop de Bagdad pel botànic francès André Michaux (Cabinet des Médailles, París)

Els anals del rei assiri Sennàquerib detallen que en la seva segona campanya oriental del 702 aC va fer campanya contra la terra dels cassites, que es trobava al llarg del riu Diyala entre el Jebel Hamrin i el Darband-i-Khan. Els cassites es van refugiar a les muntanyes però van ser capturats i reassentats, en la pràctica habitual assiria, a Hardispi i Bit Kubatti, que van formar part del districte d'Arrapha.
En aquesta època el poble dels cassites ja s'havien barrejat completament amb els babilonis. No es conserven documents escrit en llengua cassita, només unes tres-centes paraules d'aquesta llengua s'han trobat en documents babilònics. No es coneix res de la seva estructura social o cultura. La seva religió era politeista amb uns 30 déus coneguts.

## Dinastia cassita
Les llistes de reis babilònics i assiris esmenten vuit o nou primers governants cassites, dels que hi ha poca informació, i que precedeixen als reis cassites de Babilònia. Un altre rei cassita, Hašmar-galšu, és conegut per cinc inscripcions de la zona de Nippur.
| Reis de Khana  | Regnat: (cronologia curta) | Comentaris |
| -------------- | -------------------------- | --- |
| Gandaix        | c. 1725 aC                 | Primer rei conegut dels cassites                                                                                   |
| Agum I         | c. 1700 aC                 | Fill de Gandaix |
| Kaixtiliaix I  | c. 1675 aC                 | Fill d'Agum I |
| Ušši           | c. 1650 aC                 | - |
| Abirattaix     | -                          | Fill de Kaixtiliaix I                                                                                              |
| Kaixtiliaix II | -                          | - |
| Urzigurumaix   | -                          | - |
| Kharbaixikhu   | -                          | - |
| Tiptakzi       |                            | Germà de Kharbaixikhu. Es creu que tant ell com el seu germà van regnar a Khana mentre Agum II va ser menor d'edat |

| Reis de Babilònia  | Regnat: (cronologia curta) | Comentaris                                                                  |
| ------------------ | -------------------------- | --------------------------------------------------------------------------- |
| Agum II            | -                          | Torna l'estàtua de Marduk a Babilònia                                       |
| Burnaburiaix I     | c. 1500 aC                 | Tractat amb Puzur-Aixur III d'Assíria                                       |
| Kaixtiliaix III    | -                          | Fill de Burnaburiaix I, net d'Agum II                                       |
| Ulamburiaix        | c. 1480 aC                 | Conquereix la primera dinastia del País de la Mar                           |
| Agum III           | c. 1470 aC                 | Possibles campanyes contra País de la Mar i Dilmun                          |
| Karaindaix         | c. 1410 aC                 | Tractat amb Aixurbelnixeixu d'Assíria                                       |
| Kadaixmankharbe    | c. 1400 aC                 | Campanya contra els suteus                                                  |
| Kurigalzu I        | c. ?-1375 aC               | Fundador de Dur-Kurigalzu i contemporani de Tuthmosis IV d'Egipte           |
| Kadaixman-Enlil I  | c. 1374-1360 aC            | Contemporani d'Amenofis III de Egipte i de les cartes d'Amarna              |
| Burnaburiaix II    | c. 1359-1333 aC            | Contemporani d'Akhenaton d'Egipte i d'Aixurubal·lit I d'Assíria             |
| Karakhardaix       | c. 1333 aC                 | Net d'Aixrubal·lit I d'Assíria                                              |
| Nazibugaix         | c. 1333 aC                 | Usurpador «fill de ningú»                                                   |
| Kurigalzu II       | c. 1332-1308 aC            | Fill de Burnaburiaix II. Batalla de Sugagi contra Enlilnirari d'Assíria     |
| Nazimaruttaix      | c. 1307-1282 aC            | Contemporani d'Adadnirari I d'Assíria                                       |
| Kadaixmanturgu     | c. 1281-1264 aC            | Contemporani de Hattusilis III de l'Imperi Hitita                           |
| Kadaixman-Enlil II | c. 1263-1255 aC            | Contemporani de Hattusilis III de l'Imperi Hitita                           |
| Kudur-Enlil        | c. 1254-1246 aC            | Època del renaixement de Nippur                                             |
| Xagarakti-Xuriaix  | c. 1245-1233 aC            | «No fill de Kudur-Enlil» segons Tukultininurta I d'Assíria                  |
| Kaixtiliaix IV     | c. 1232-1225 aC            | Deposat per Tukultininurta I d'Assíria                                      |
| Enlilnadinxumi     | c. 1224 aC                 | Deposat pel rei elamita Kidin-Hutran III                                    |
| Kadaixmankharbe II | c. 1223 aC                 | Col·locat pels elamites, però deposat pels assiris al cap d'un any i mig    |
| Adadxumaiddina     | c. 1222-1217 aC            | Fill de Kaixtiliaix IV                                                      |
| Adadxumausur       | c. 1216-1187 aC            | Remitent d'una carta ruda a Aixurnirari III i Ilī-ḫaddâ, els reis d'Assíria |
| Melixiku           | c. 1186-1172 aC            | Correspondència amb Ninurtaapal-Ekur d'Assíria                              |
| Mardukaplaiddina I | c. 1171-1159 aC            | Fill de Melixiku                                                            |
| Zababaixumaiddina  | c. 1158 aC                 | Derrotat per Sutruk-Nakhunte d'Elam                                         |
| Enlilnadinakhi     | c. 1155 aC                 | Derrotat per Kutir-Nakhunte II d'Elam                                       |

S'ha de tenir en compte que l'ordre relatiu de Kadaixmanturgu i Kadaixman-Enlil II ha estat qüestionat.

## Llengua cassita
La llengua cassita no ha estat classificada. Les poques fonts consisteixen en noms personals, alguns documents i alguns termes tècnics relacionats amb cavalls i carros. El que se sap és que la seva llengua no estava relacionada ni amb el grup lingüístic indoeuropeu, ni amb les llengües semítiques o afroasiàtiques, i és molt probable que hagi estat una llengua aïllada, tot i que alguns lingüistes han proposat un enllaç amb les llengües hurro-urartianes de l'altiplà d'Armènia i del nord de Mesopotàmia.
S'ha suggerit que diversos líders cassites portaven noms indoeuropeus, i podrien haver tingut una elit indoeuropea semblant a la Mitanni. Però al llarg dels segles els cassites van ser absorbits per la població babilònica. Vuit dels últims reis de la dinastia cassita tenen noms accadis. També s'ha suggerit que el primer element del nom de Kudur-Enlil deriva de l'elamita, però això es discuteix.

## Art cassita

### Ceràmica
Els cassites produïen una quantitat substancial de ceràmica. Es troba a moltes ciutats de Mesoptàmia, com ara Èridu i Tell Khaiber. Els arqueòlegs el divideixen en tres períodes, el cassita primerenc (c. 1415 aC), el cassita mitjà (c. 1415 - 1225 aC) i el cassita tardà (c. 1225 - 1155 aC).

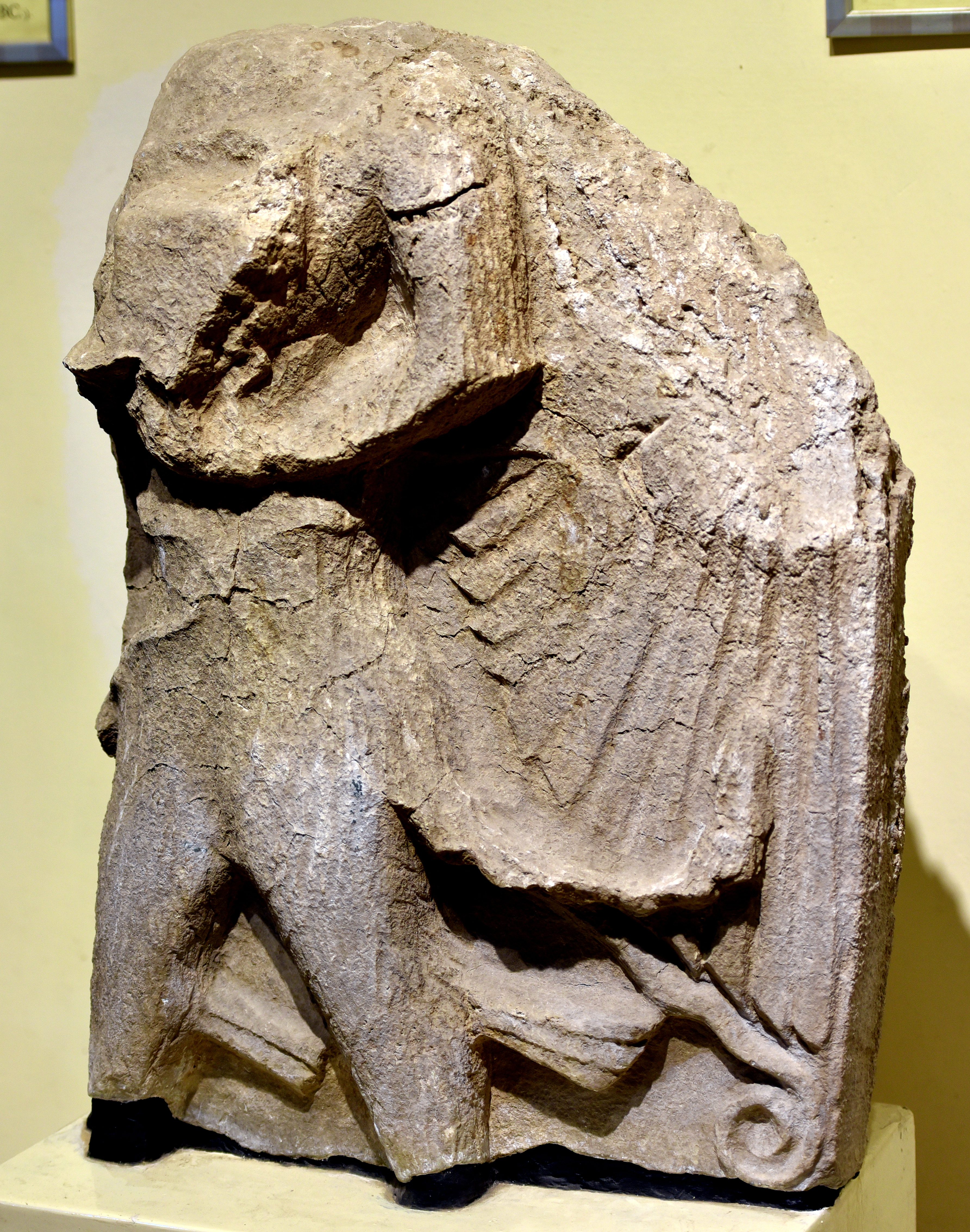
Relleu de pedra calcària d'una figura masculina de Tell al-Rimah. Període cassita. Museu Nacional de l'Iraq
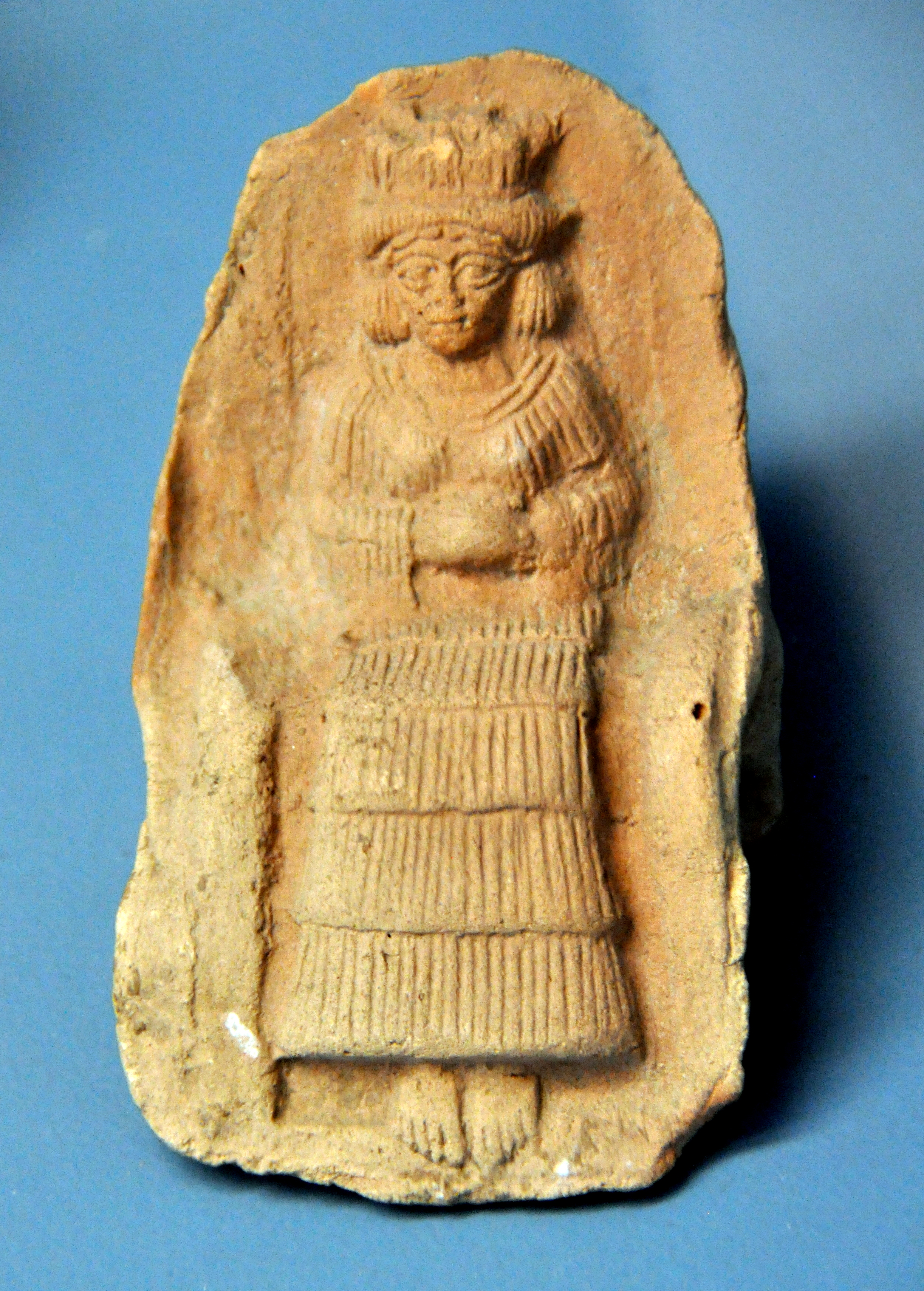
Placa de terracota d'una deessa asseguda, del sud de Mesopotàmia, Iraq. Període cassita. Museu de l'Antic Orient
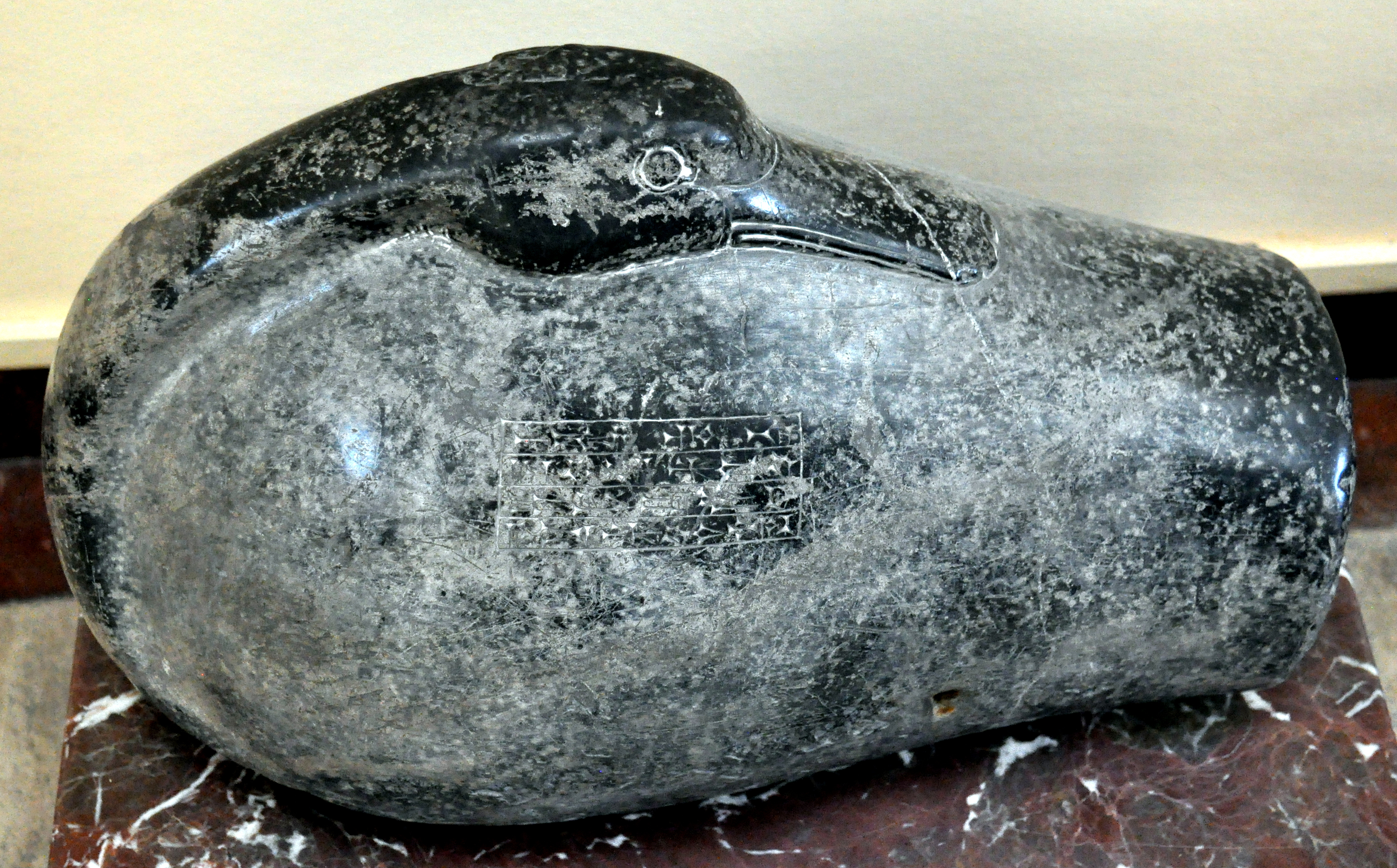
Pedra en forma d'ànec que esmenta el nom del sacerdot Mashallim-Marduk. Període cassita de Babilònia. Museu de l'Antic Orient
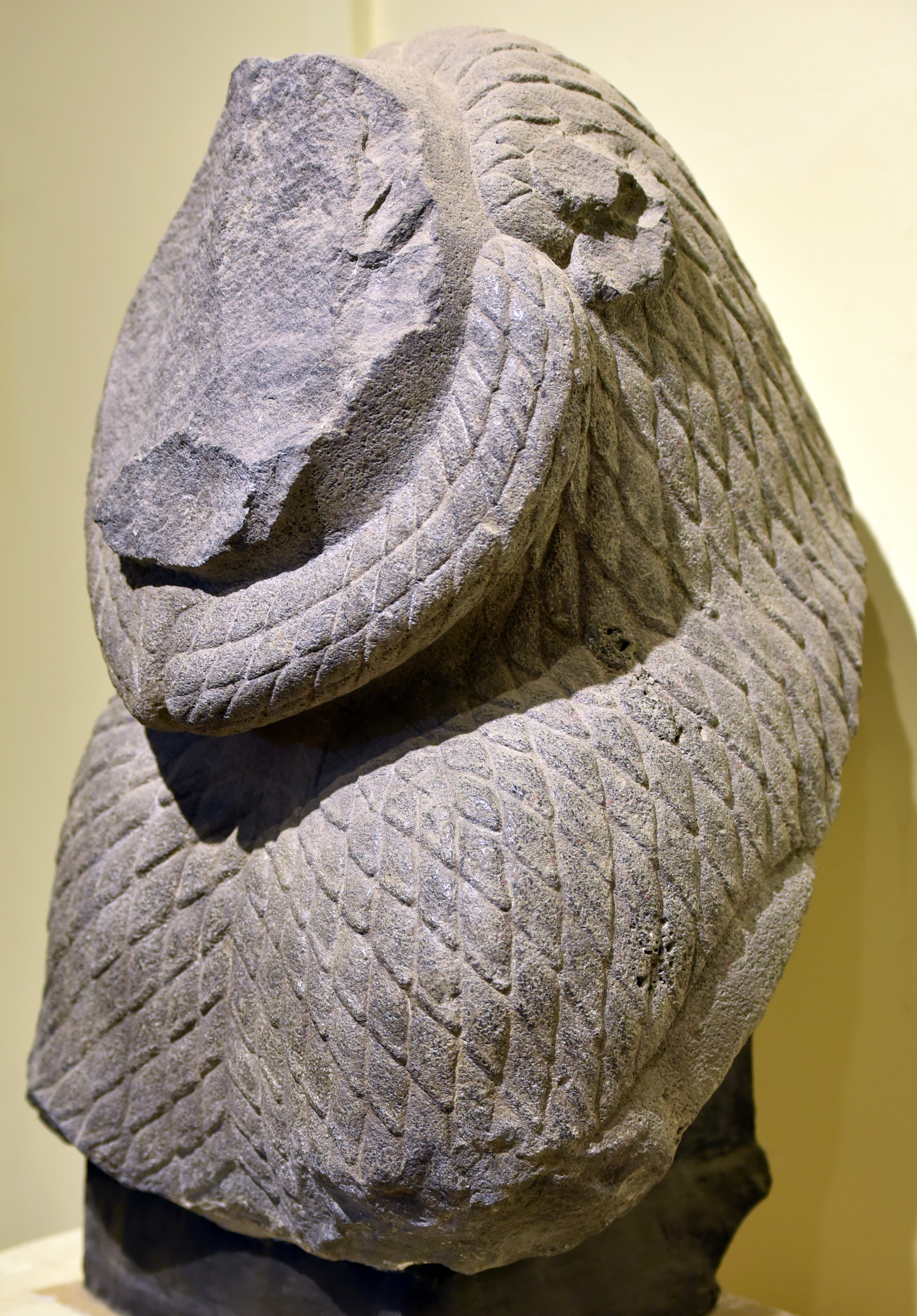
Estàtua d'un lleó. Període cassita, Museu Nacional de l'Iraq

A la ciutat babilònica de Dilbat es van trobar molts forns de ceràmica petits, generalment de no més de 2 metres de diàmetre amb cims amb volta. Les copes i els bols amb costats ondulats es troben habitualment als dipòsits de ceràmica cassita. També es van trobar altres articles de ceràmica, com ara trampes per a petits animals i petits vaixells que comunament es considera que són fruiters. S'han trobat dipòsits de ceràmica cassita fins a l'illa d'Al Khor a la zona del golf Pèrsic.

### Objectes de vidre
Durant l'excavació de 1964 es van trobar restes de dos vasos amb vidre cassites en una capa de destrucció (c. 800 aC) de Hasanlu, al nord-oest de l'Iran. Es creu que els vasos amb peces vidre de mosaic eren herències, possiblement per a un ús ritual; el lloc de la troballa era un temple. Les peces de vidre utilitzades per crear aquestes imatges eren de colors molt brillants, i una anàlisi més detallada ha revelat que eren de color verd, blau, blanc i vermell-taronja brillants. Un text cassita trobat a Dur-Kurigalzu esmenta el vidre donat als artesans per a la decoració del palau i s'hi va trobar vidre similar.
Un altre vidre similar datat el 1500 aC es va trobar a Tell al-Rimah.

### Impressions amb segells
Els segells es van utilitzar àmpliament als regnes del Pròxim Orient durant el domini cassita. S'utilitzaven per marcar objectes oficials i la propietat. Les imatges creades per aquests segells eren úniques per a cada segell, però moltes compartien el mateix tema. En aquestes imatges es mostren sovint homes barbuts, símbols religiosos, quadrúpedes amb banyes i fauna.

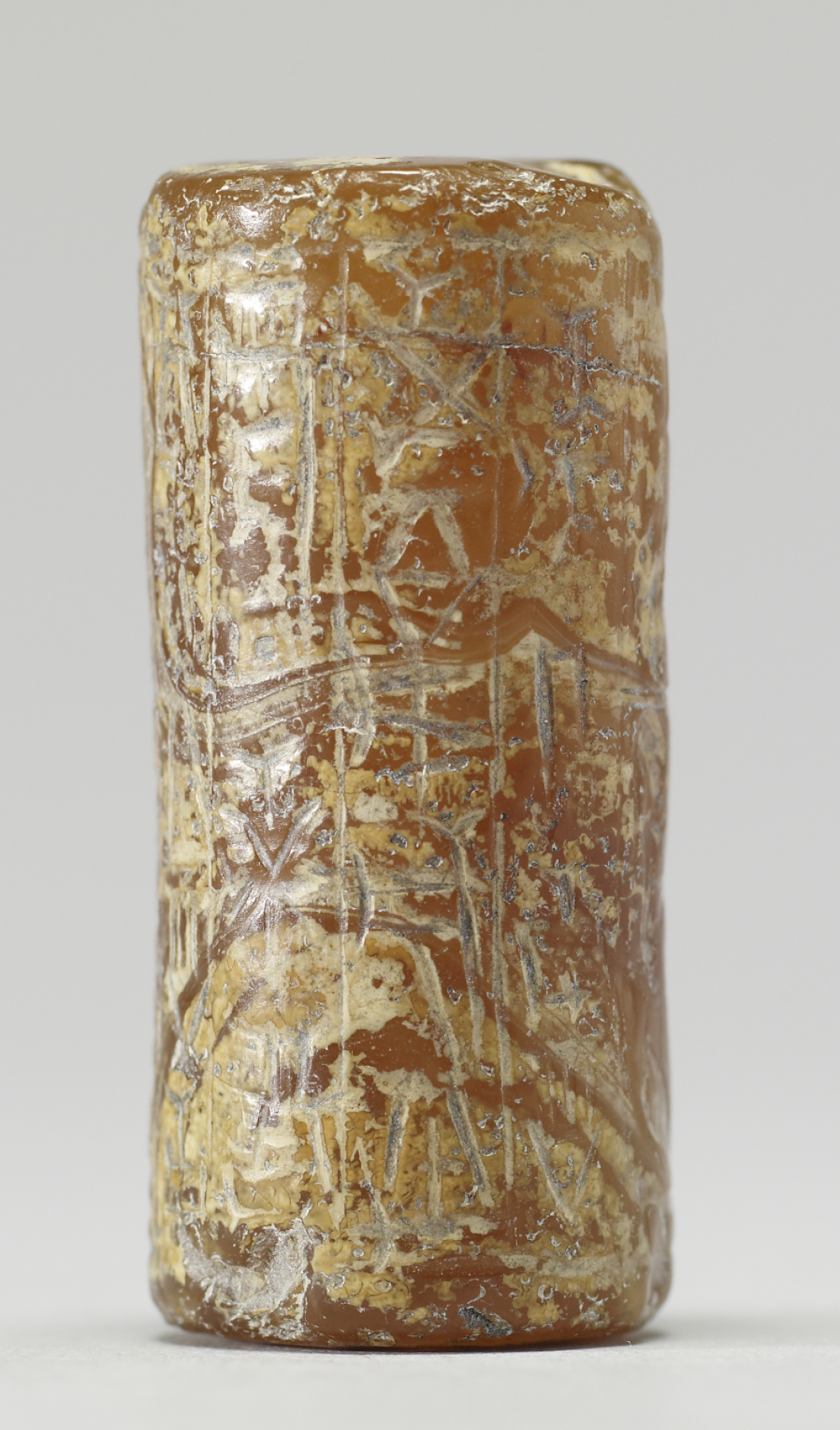
Segell cilíndric cassita (c. 1595 - 1155 aC)
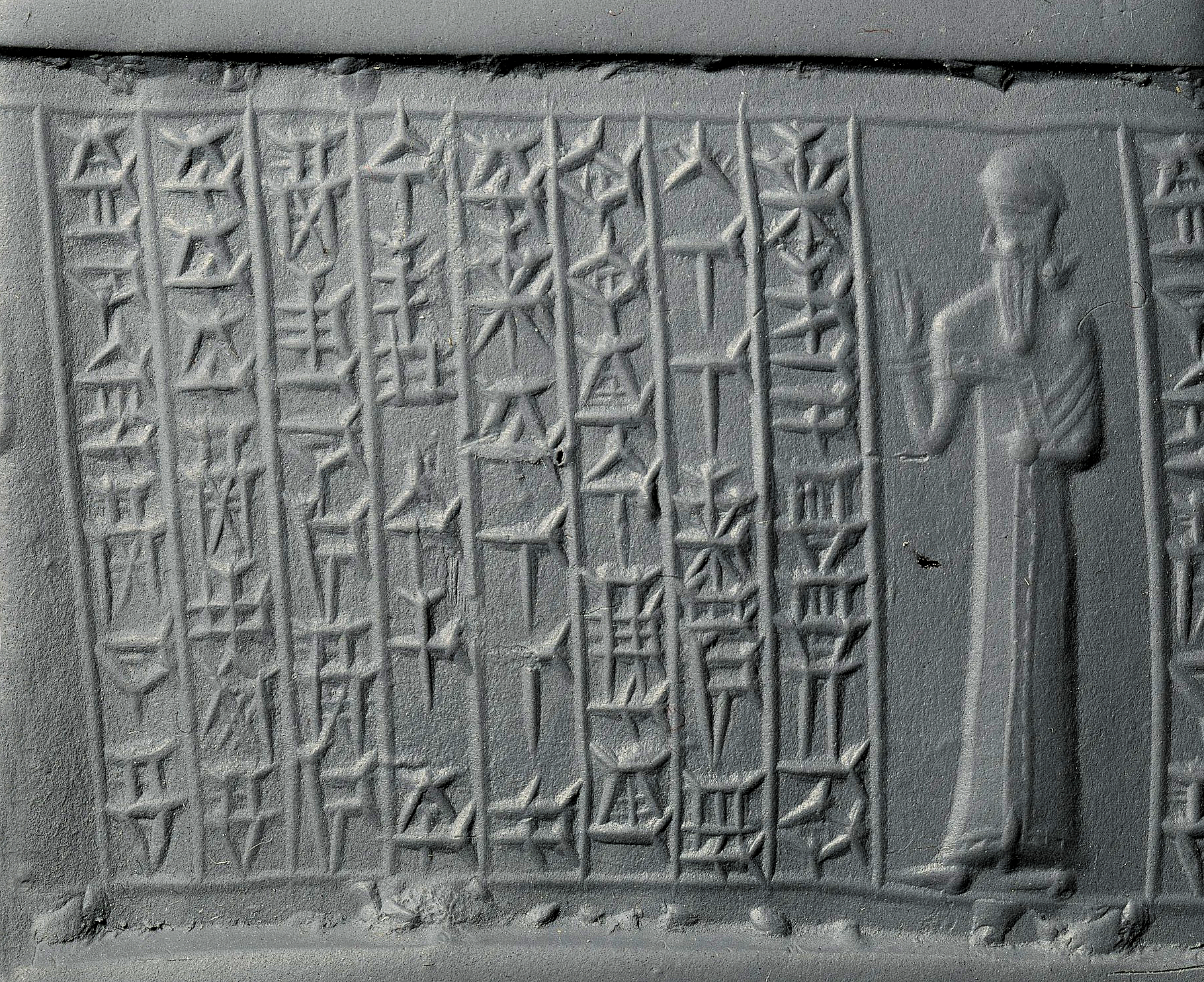
Impressió d'un segell cilíndric sobre una tauleta d'argila (c. segle xvi-xii aC)

Els segells eren generalment de pedra, vidre o argila. Les imatges es van fer estampant o rodolant els segells sobre argila humida.